# Optyczne Rezonanse Modów Galerii Szeptów
Optyczne Rezonanse Modów Galerii Szeptów (z ang. Whispering Gallery Mode Resonances, WGM) – rodzaj rezonansu fal elektromagnetycznych w którym światło może być prowadzone i pułapkowane wewnątrz mikrostruktury o sferycznych kształtach, dzięki zjawisku całkowitego wewnętrznego odbicia. Rezonatory WGM posiadają większy współczynnik załamania {\displaystyle n_{s},} niż współczynnik załamania światła otoczenia, w którym się znajdują, {\displaystyle n_{m}.} Światło propagujące się w mikrorezonatorze, trafiające na jego powierzchnię pod pewnym granicznym kątem {\displaystyle \alpha ,} ulega całkowitemu wewnętrznemu odbiciu, kiedy spełniony jest warunek:
{\displaystyle \alpha \geqslant \arcsin \left({\frac {n_{m}}{n_{s}}}\right).}
Rezonans w optycznym mikrorezonatorze WGM następuje, gdy optyczna droga pokonana przez falę elektromagnetyczną w rezonatorze, która w przybliżeniu jest równa obwodowi mikrorezonatora, równa jest całkowitej wielokrotności długości fali. Warunek rezonansu przedstawia się więc następująco:
{\displaystyle l\lambda \approx 2\pi R.}
Mikrorezonatory WGM mają zazwyczaj postać mikrosfer, mikropierścieni, mikrotoroidów lub prętów w kształcie cylindra.
Optyczne zjawisko rezonansu modów szepczących zostało zaprezentowane doświadczalnie w 1961 roku przez C.G.B. Garrett i in. w mikrokulach fluorku wapnia domieszkowanego samarem – CaF2:Sm. Mikrorezonatory modów szepczących stanowią obecnie imponująco szeroką i wciąż rozwijającą się gałąź fotoniki. Zawdzięczają to unikatowym właściwościom, z których najważniejsza jest wysoka dobroć rezonansowa, a więc i zdolność do utrzymywania dużych ilości energii wewnątrz mikrorezonatora.

## Odkrycie zjawiska przez Lorda Rayleigha
Mody Galerii Szeptów odkryto i opisano początkowo dla fal akustycznych. Zjawisko prowadzenia fal dźwiękowych w obiekcie o sferycznych kształtach przez zakrzywione płaszczyzny ścian tego obiektu, jest znane już od drugiej połowy XIX wieku.
Pierwszy znany opis tego zjawiska przedstawiony został przez Lorda Rayleigha w roku 1910, który pokazał, że prowadzenie fali wzdłuż ściany w takim budynku można opisać przy pomocy funkcji Bessela, a kiedy dźwięk pokona drogę dookoła budynku, może konstruktywnie interferować, dzięki czemu szept może być dobrze słyszalny nawet w odległości kilkudziesięciu metrów.
Lord Rayleigh zasugerował również, że zjawisko modów galerii szeptów, ze względu na zdolność do uwięzienia dużych ilości energii fali wewnątrz objętości sferycznego mikrorezonatora, może znaleźć liczne zastosowania nie tylko dla przypadku fal akustycznych, ale również fal elektromagnetycznych, a w tym optycznych.
Budynek Katedry Świętego Pawła w Londynie, gdzie efekt ten po raz pierwszy został zaobserwowany nosi nazwę Galerii Szeptów. Efekt ten można zaobserwować nie tylko w Katedrze Świętego Pawła, ale w każdym pomieszczeniu, w którym znajdują się ściany bądź elementy konstrukcyjne w kształcie łuku.

## Opis rezonansu WGM przy użyciu funkcji Bessela
Optyczne mody WGM można przedstawić w postaci rozwiązania skalarnego równania falowego we współrzędnych sferycznych {\displaystyle (r,\theta ,\phi ).} Równanie to ma postać wzoru:
{\displaystyle \Delta \psi (r,\theta ,\phi )+k\psi (r,\theta ,\phi )=0.}
Rozwiązanie równania falowego z pominięciem stałych dla rezonatora sferycznego przedstawia się następująco:
{\displaystyle \psi (r,\theta ,\phi )\propto \Sigma _{l,m}J_{l}(nkr)P_{l}^{m}(\cos \theta )\exp(\pm im\phi ),}
gdzie:
{\displaystyle J_{l}(nkr)} – funkcje Bessela pierwszego rodzaju,
{\displaystyle P_{l}^{m}(\cos \theta )} – wielomiany Legendra.
Powyższe równanie jest określone 3 liczbami modowymi, oznaczanymi literami {\displaystyle n,l,m,} nazywanymi odpowiednio radialną, polarną i azymutalną. Liczby te przyjmują wartości całkowite, a fizycy kwantowi mogą słusznie zauważyć ich podobieństwo do liczb kwantowych opisujących stan cząsteczek. Poniżej zostanie omówiony wpływ wartości liczb modowych na rozkład natężenia światła w mikrorezonatorach WGM. Kierunki radialny, azymutalny i zenitalny opisują położenie maksimów zgodnie z matematycznym systemem współrzędnych sferycznych.
Radialna liczba modowa {\displaystyle (n=1,2,3,\dots )} kwantuje wektor falowy i dla sferycznych rezonatorów przyjmuje zazwyczaj niskie wartości w stosunku do pozostałych dwóch liczb modowych. Określa ona liczbę maksimów w radialnym rozkładzie pola elektromagnetycznego. Mody w optycznych rezonatorach WGM są prowadzone przez ścianki mikrorezonatora. Wzdłuż promienia powstaje więc jedno bądź tylko kilka maksimów natężenia pola elektromagnetycznego położonego tuż przy jego powierzchni.
Azymutalna liczba modowa {\displaystyle (l=0,1,2,\dots )} określa rozkład pola w azymutalnym rozkładzie pola elektromagnetycznego. W przybliżeniu określa ona całkowitą liczbę długości fali propagujących w rezonatorze. Liczba ta określa liczbę maksimów pola elektromagnetycznego po obwodzie mikrorezonatora.
Zenitalna liczba modowa {\displaystyle (m=-l,-l+1,\dots ,l-1,l)} określa rozkład pola w kierunku zenitalnym. Zenitalna liczba modowa może przyjmować wartości ujemne, wtedy określa mody propagujące się w kierunku przeciwnym. Ilość maksimów w zenitalnym rozkładzie pola, a więc prostopadłym kierunku do płaszczyzny równikowej określona jest wzorem {\displaystyle l-|m|+1}. Kiedy {\displaystyle m=l} mamy do czynienia z modem podstawowym (z ang. ‘fundamental mode’) i mod propaguje się tylko z jednym maksimum w kierunku zenitalnym. Mod podstawowy wyznacza płaszczyznę równikową mikrorezonatora WGM.
Dodatkowo mody WGM można podzielić ze względu na polaryzację na dwa rodzaje. Mody TE (z ang. ‘transverse electric’) i TM (z ang. ‘transverse magnetic’), w których odpowiednio wektory pola elektrycznego i magnetycznego są położone stycznie do powierzchni rezonatora.

## Parametry opisujące optyczne rezonanse modów galerii szeptów

### Spektralny rozkład mocy optycznej
Rezonans WGM spektralnie jest opisywany przy pomocy rozkładu Lorentza. Przykładowo, można go opisać funkcją mocy modu rezonansowego w funkcji częstotliwości:
{\displaystyle P(\omega )=P_{0}{\frac {\left({\frac {\delta \omega }{2}}\right)^{2}}{(\omega -\omega _{0})^{2}+{\left({\frac {\delta \omega }{2}}\right)^{2}}}},}
gdzie:
{\displaystyle P_{0}} – moc optyczna pompowana do rezonatora,
{\displaystyle \omega _{0}} – częstotliwość rezonansowa,
{\displaystyle \delta \omega } – połówkowa szerokość spektralna piku rezonansowego wyrażona w częstotliwości fali.

### Dobroć rezonatora
Dobroć rezonatorów określa ich zdolność do kumulowania energii fal. Dobroć można więc opisać stosunkiem energii zachowanej wewnątrz rezonatora do mocy traconej przez falę elektromagnetyczną podczas pełnego obiegu rezonatora (moc tracona w jednym cyklu). Definiuje ją parametr Q (z ang. ‘quality factor’, Q factor). W przypadku optycznych mikrorezonatorów WGM, dobroć możemy określić jako stosunek spektralnego położenia maksimum rezonansowego do szerokości linii rezonansowej:
{\displaystyle Q={\frac {Energia\ zachowana}{Moc\ tracona\ w\ jednym\ cyklu}}={\frac {\omega _{0}}{\delta \omega }}={\frac {\lambda _{0}}{\delta \lambda }},}
gdzie:
{\displaystyle \lambda _{0}} – długość fali, której odpowiada maksimum piku rezonansowego,
{\displaystyle \delta \lambda } – spektralna szerokość połówkowa piku rezonansowego wyrażona w jednostkach długości fali.
Bezpośrednia obserwacja spektralnego rozkładu mocy, a zatem i dobroci rezonatora jest trudna, ze względu na fakt, że światło jest pułapkowane w rezonatorze niemal bezstratnie. Z tego powodu do obserwacji spektralnej mocy wykorzystuje się pomiar zmian intensywności światła pobudzającego rezonator. Linie rezonansowe obserwuje się wtedy jako piki będące spadkami intensywności światła pompującego w funkcji długości fali, bądź częstotliwości światła.
Dobroć optycznych mikrorezonatorów WGM jest bardzo wysoka, osiągając wartości rzędu {\displaystyle 10^{5}-10^{11}.} Na całkowitą dobroć mikrorezonatorów WGM wpływają: straty spowodowane absorpcją materiałową rezonatora, {\displaystyle Q_{mat},} straty spowodowane rozproszeniem energii na niedoskonałościach i zanieczyszczeniach powierzchni rezonatora, {\displaystyle Q_{ss},} straty spowodowane sprzęganiem światła z powrotem do medium wzbudzającego (np. pryzmat, przewężony światłowód), {\displaystyle Q_{ex}} i pozostałe straty spowodowane ucieczką światła z krzywizny powierzchni rezonatora, {\displaystyle Q_{rad}.} Wpływ tych czynników na dobroć rezonatora, przedstawia równanie:
{\displaystyle {\frac {1}{Q}}={\frac {1}{Q_{mat}}}+{\frac {1}{Q_{ss}}}+{\frac {1}{Q_{ex}}}+{\frac {1}{Q_{rad}}}.}
Dla małych promieni rezonatorów największą rolę odgrywają straty z powodu ucieczki światła z krzywizny powierzchni rezonatora. W przypadku większych promieni rezonatorów przeważają straty absorpcyjne w materiale, z którego wykonany jest rezonator.

### Czas życia fotonu w rezonatorze
Czas życia fotonu w rezonatorze to czas, po którym energia światła cyrkulującego w rezonatorze spadnie do wartości {\displaystyle 1/e} energii początkowej. Dla fotonów w rezonatorze WGM czas życia można określić wzorem:
{\displaystyle \tau ={\frac {Q}{\omega _{0}}}.}

### Objętość modu (ang. ‘Mode Volume’)
Objętość modu to parametr opisujący objętość rezonatora, jaką zajmuje mod:
{\displaystyle V_{mode}={\frac {\int {V_{Q}n^{2}(r)|{\vec {E}}(r)|d^{3}r}}{\max(n^{2}(r)|{\vec {E}}(r)|^{2})}},}
gdzie:
{\displaystyle n(r)} – współczynnik załamania,
{\displaystyle E} – pole elektryczne we wnęce,
{\displaystyle V_{Q}} – całką objętości.
Objętość modu WGM jest ważna przede wszystkim w przypadku zastosowania tego typu rezonatorów do uzyskiwania efektów nieliniowych. Rezonatory WGM mają parametr objętości modu zazwyczaj o kilka rzędów wielkości mniejszy niż w typowych rezonatorach laserów, w których propagują się mody gaussowskie.

### Wolny zakres spektralny (ang. ‘Free Spectral Range’ – FSR)
Wolny zakres spektralny, to odległość spektralna, między dwoma kolejnymi modami rezonatora. W przypadku mikrorezonatorów WGM opisują ją poniższe wzory, odpowiednio jako funkcję częstości i długości fali:
{\displaystyle FSR_{f}={\frac {c}{2\pi nR}},}
{\displaystyle FSR_{\lambda }={\frac {\lambda ^{2}}{2\pi nR}}.}
Stała {\displaystyle c} jest prędkością światła.
Wolny zakres spektralny jest odwrotnie proporcjonalny do promienia mikrorezonatora WGM. Większa wartość FSR, oznacza większą odległość między modami. Wolny zakres spektralny ma istotne znaczenie przy projektowaniu rezonatorów do pracy jednomodowej, w tym do zastosowań biosensorycznych.

### Finezja rezonatora
Finezja rezonatora określa stosunek wolnego zakresu spektralnego (FSR) do szerokości spektralnej linii rezonansowej. Jest to więc parametr, który wiąże dwa istotne parametry rezonatora, dobroć rezonansową i jego wolny zakres spektralny
{\displaystyle F=2\pi {\frac {FSR_{f}}{\delta \omega }}=2\pi Q{\frac {FSR_{f}}{\omega _{0}}}.}

## Zastosowania
Przykładowe zastosowania mikrorezonatorów to wąskopasmowe, przestrajalne filtry optyczne, lasery, żyroskopy optyczne, sensory naprężeń, temperatury. Ponadto mikrorezonatory WGM wykazują zdolność detekcji materiałów i biomateriałów na poziomie pojedynczych molekuł.